# Relaciones Cuba-Indonesia
Las relaciones Cuba-Indonesia se refiere a las relaciones bilaterales entre Cuba e Indonesia. Durante la administración del primer presidente de Indonesia, Sukarno, en la década de 1960, Indonesia y Cuba disfrutaron de una relación excepcionalmente estrecha. Las relaciones entre las dos naciones estuvieron mayormente centradas en la salud y el deporte. Cuba tiene una embajada en Yakarta, mientras que Indonesia tiene una embajada en La Habana que también está acreditada para Bahamas y Jamaica. Ambas naciones son miembros de pleno derecho del Movimiento de los Países No Alineados y socios del Grupo de los 77 y del Foro de Cooperación de Asia Oriental y América Latina.

## Historia
Las relaciones diplomáticas entre dos países se establecieron oficialmente el 22 de enero de 1960 durante la histórica visita del primer presidente indonesio Sukarno a la capital cubana, La Habana. Durante esta visita Sukarno hizo una llamada de cortesía al primer ministro cubano Fidel Castro y también al Che Guevara, en esta ocasión Sukarno presentó a Castro un kristen keris, daga tradicional indonesia como muestra de amistad . Durante este período, las relaciones entre los líderes de ambos países son cálidas y excepcionalmente cercanas, principalmente porque compartieron sus aspiraciones revolucionarias con el imperialismo, Sukarno compartió estrechas relaciones con el número de líderes socialistas del mundo.
La embajada indonesia en La Habana fue abierta oficialmente el 14 de agosto de 1963. Sin embargo, debido a razones de austeridad, Indonesia cerró su embajada de La Habana en octubre de 1971 y acreditó sus asuntos exteriores con Cuba a su embajada en Ciudad de México. En diciembre de 1995, se reabrió la embajada indonesia en La Habana.
Entre el 11 y el 14 de abril de 2000, el presidente indonesio Abdurrahman Wahid visitó La Habana para asistir a la Cumbre de los países en desarrollo. Pocas horas antes de la salida de Wahid de La Habana a Tokio, Fidel Castro pagó una sorpresa llamada de cortesía no programada a Wahid en la habitación del presidente indonesio en el Hotel Melia. Anteriormente se ha organizado una reunión para tener lugar después de la llegada de Wahid, sin embargo, fue cancelada. Durante esta reunión informal, Abdurrahman sugirió a Castro que uno de los asistentes a la cumbre promoviera los resultados del evento internacional a los países desarrollados y propusiera al primer ministro malasio Mahathir Mohammad para hacer el trabajo.

## Cooperaciones
Indonesia y Cuba se centraron principalmente en los sectores deportivo y de salud en sus relaciones y cooperación bilaterales. Por ejemplo, Indonesia ha enviado a sus boxeadores, jugadores de voleibol y gimnastas a entrenarse en Cuba. Por otra parte, hay un número de atletas cubanos que hicieron su carrera en los clubes deportivos indonesios, especialmente en voleibol. En diciembre de 2006, la autoridad sanitaria de ambas naciones acordó cooperar en el desarrollo de nuevas vacunas para el dengue y la malaria.

## Comercio
El comercio bilateral entre Indonesia y Cuba alcanzó US $ 12,79 millones en 2008 y alcanzó su pico en 2011 con un valor comercial de US $ 15,68 millones. El comercio bilateral hasta octubre de 2012 ha alcanzado los 12,40 millones de dólares, mientras que las exportaciones indonesias de 11,15 millones de dólares y la importación de 1,24 millones de dólares hicieron que el comercio fuera muy favorable a Indonesia con un superávit de 9,91 millones de dólares. Indonesia vende principalmente textiles, [zapatos] y calzado, cerámica, mobiliario y productos electrónicos a Cuba, mientras compra cigarros y fármacos cubanos, especialmente vacunas.